# Nya Zeeland i olympiska sommarspelen 1960
Nya Zeeland deltog med 37 deltagare vid de olympiska sommarspelen 1960 i Rom. Totalt vann de två guldmedaljer och en bronsmedalj.

## Medaljer

### Guld
- Peter Snell - Friidrott, 800 meter.
- Murray Halberg - Friidrott, 5 000 meter.

### Brons
- Barry Magee - Friidrott, maraton.